# Vía Crucis de la Fe de Sevilla
El Vía Crucis de la Fe de Sevilla fue un viacrucis organizado en la ciudad andaluza de Sevilla el 17 de febrero de 2013 a imagen y semejanza del Vía Crucis de la JMJ de Madrid. Fue convocado por la Archidiócesis de Sevilla con motivo del Año de la Fe, proclamado por el papa Benedicto XVI. El Consejo de Cofradías se encargó de su organización.
Al viacrucis fueron convocadas dieciséis hermandades de la Semana Santa sevillana, catorce de las cuales representaron las estaciones del viacrucis de Juan Pablo II. Las otras dos aportaron una Cruz de Guía y una religuia del Lignum Crucis para el rezo del ejercicio. En principio, las catorce estaciones iban a estar representadas por los misterios de las catorce hermandades, pero esto no fue posible debido a las adversas condiciones meteorológicas. De esta manera, los pasos fueron sustituidos por catorce cruces de la hermandad de Santa Cruz, y el rezo del Vía Crucis se realizó en el interior de la iglesia catedral.

## Hermandades
| Hermandad          | Estación                                                     | Ubicación                                                                 |
| ------------------ | ------------------------------------------------------------ | ------------------------------------------------------------------------- |
| Monte-Sión         | Jesús en el Huerto de los Olivos                             | Avda. de la Constitución esquina a Pza. de San Francisco                  |
| La Redención       | Jesús es detenido traicionado por Judas                      | Avda. de la Constitución esquina a C/ Felipe Pérez                        |
| San Gonzalo        | Jesús es condenado por el Sanedrín                           | Avda. de la Constitución esquina a C/ Alemanes                            |
| El Carmen          | Jesús es negado por Pedro                                    | Avda. de la Constitución frente a la iglesia del Sagrario                 |
| Torreblanca        | Jesús es juzgado por Poncio Pilato                           | Avda. de la Constitución frente a la portada principal de la catedral     |
| San Esteban        | Jesús es azotado y coronado de espinas                       | Avda. de la Constitución esquina a C/ Fray Ceferino González              |
| Los Gitanos        | Jesús es cargado con la Cruz                                 | Avda. de la Constitución frente al Archivo de Indias                      |
| Pasión             | Jesús es ayudado por el Cireneo a llevar la Cruz             | Avda. de la Constitución esquina a C/ Santo Tomás                         |
| El Gran Poder      | Jesús se encuentra con las mujeres de la ciudad de Jerusalén | Pza. del Triunfo esquina a C/ Santo Tomás                                 |
| La Estrella        | Jesús es crucificado                                         | Pza. del Triunfo esquina a C/ Fray Ceferino González                      |
| Montserrat         | Jesús promete su Reino al Buen Ladrón                        | Pza. del Triunfo esquina a Pza. Virgen de los Reyes                       |
| Las Siete Palabras | Jesús en la Cruz, la Madre y el discípulo amado              | Pza. Virgen de los Reyes frente a la puerta de Campanillas de la catedral |
| El Cachorro        | Jesús muere en la Cruz                                       | Pza. Virgen de los Reyes frente a C/ Mateos Gago                          |
| El Santo Entierro  | Jesús es colocado en el Sepulcro                             | Pza. Virgen de los Reyes junto a la Giralda                               |
| Vera+Cruz          | Aportó una reliquia del Lignum Crucis.                       | Fachada del palacio Arzobispal                                            |
| El Silencio        | Su cruz de guía se usó para rezar las estaciones.            | -                                                                         |

## Recorrido
Los misterios habrían ido por grupos hasta el recinto del evento para así facilitar su discurrir tanto a la llegada al entorno del acto como a la vuelta. Al margen de los itinerarios individuales a la salida de cada uno de los templos, los grupos quedaron formados de la siguiente manera:
- Las Siete Palabras, El Gran Poder y El Santo Entierro.
- Torreblanca, El Carmen y Hermandad de Monte-Sion.
- La Redención, San Esteban, Pasión y Los Gitanos.
- La Estrella, San Gonzalo, El Cachorro y Montserrat.

El recorrido oficial del viacrucis habría comenzado en la avenida de la Constitución, esquina a la plaza de San Francisco, donde se habría situado la primera estación, y habría continuado junto a la catedral y al Archivo de Indias, siguiendo por la calle Santo Tomás, la plaza del Triunfo y, por último, la plaza Virgen de los Reyes, junto a la Giralda.
Todos los pasos habrían estado situados al lado izquierdo del recorrido, de tal manera que el público habría quedado a la derecha. En la fachada del palacio Arzobispal se establececió un palco de honor para autoridades y miembros del Consejo, así como una mesa de altar en la que se habría colocado el Lignum Crucis de Vera+Cruz.
Al término del rezo, los pasos habrían recorrido el itineriario por orden inverso de estación, para entrar en la catedral por la puerta de los Palos, y salir de nuevo a la avenida por la puerta de San Miguel, y por último regresar a sus templos.